# Cristina Branco
Pour les articles homonymes, voir Cristina Branco (homonymie) et Branco.
 Cristina Branco (née le 28 décembre 1972 à Almeirim, Portugal) est une chanteuse portugaise de fado.
Cristina Branco s'intéresse surtout au jazz, au blues ou à la bossa nova et aux formes de musique contemporaine, jusqu'à ce que son grand-père lui offre, pour ses dix-huit ans, un disque d'Amália Rodrigues. Elle y découvre l'émotion du fado.
Elle s'accompagne fréquemment au piano. Sur ses disques comme en concert, elle bénéficie presque toujours de la prestation de Custódio Castelo (pt) à la guitare portugaise. Branco et Castelo composent également, des morceaux à la fois résolument modernes et profondément ancrés dans la tradition.

## Citations
« Le fado, c'est la vie. Je ne vois pas cette musique comme le destin. Le destin, c'est ce que nous en faisons, ce n'est pas une chose qui arrive par hasard. Je ne crois pas en cette nostalgie. Je pense que le fado parle de la vie, de celle qui existait dans les années 1940 et 1960, mais aussi qui existe en 2003. Il ne s'agit plus de parler des clichés de la société portugaise, de la mer, des marins, des découvreurs qui partaient et des femmes restées seules à pleurer. Le fado représente beaucoup plus que ça, c'est parler d'aujourd'hui, de la guerre s'il le faut. »

## Discographie

### Albums studio
- 1998 : Murmúrios
- 1999 : Post-Scriptum
- 2000 : O Descobridor: Cristina Branco Canta Slauerhoff
- 2001 : Corpo Iluminado
- 2003 : Sensus
- 2005 : Ulisses
- 2007 : Abril
- 2009 : Kronos
- 2011 : Não há só Tangos em Paris
- 2013 : Alegria
- 2016 : Menina
- 2018 : Branco
- 2020 : Eva
- 2023 : Mãe

### Albums en public
- 1997 : Cristina Branco in Holland
- 2006 : Live

### Compilations
- 2014 : Idealist (3 CD)